# Kanton Volmunster
Kanton Volmunster (fr. Canton de Volmunster) byl francouzský kanton v departementu Moselle v regionu Lotrinsko. Tvořilo ho 16 obcí. Zrušen byl po reformě kantonů 2014.

## Obce kantonu
- Bousseviller
- Breidenbach
- Epping
- Erching
- Hottviller
- Lengelsheim
- Loutzviller
- Nousseviller-lès-Bitche
- Obergailbach
- Ormersviller
- Rimling
- Rolbing
- Schweyen
- Volmunster
- Waldhouse
- Walschbronn